# Takyfylaxi
Takyfylaxi är ett begrepp som kommer av grekiskans ταχύς, tachys, "snabb", and φύλαξις, phylaxis, "beskyddande", och innebär en snabb gradvis minskning av ett läkemedels effekt efter att en patient har tagit läkemedlet.
Det är inte sällsynt att en toleransutveckling uppstår och den snabbt insättande toleransutvecklingen mot läkemedlet kan ha flera möjliga bakomliggande orsaker, såsom receptorförändringar, minskat antal receptorer, uttömning av mediatorer, förändrad metabolism eller fysiologisk adaption. Vilken som är orsaken till att takyfylaxi uppstår beror till stor del på vilken typ av läkemedel som administreras, då olika typer av läkemedel påverkar olika bakomliggande mekanismer som kan skapa en tolerans mot läkemedlet.